# Quercus canariensis
Quercus canariensis là một loài thực vật có hoa trong họ Cử. Loài này được Willd. miêu tả khoa học đầu tiên năm 1809.

## Hình ảnh

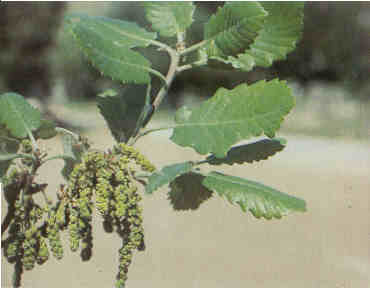
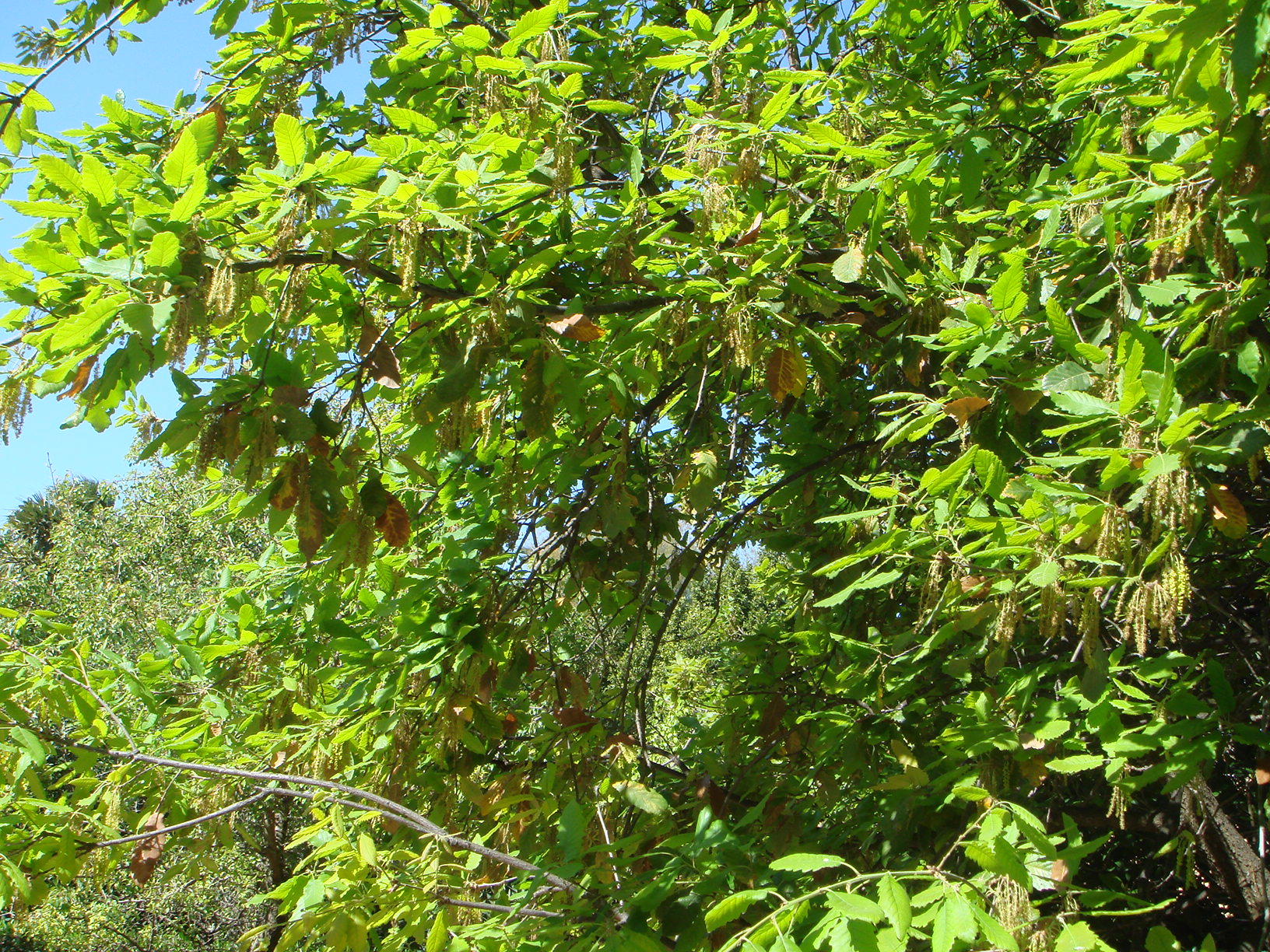
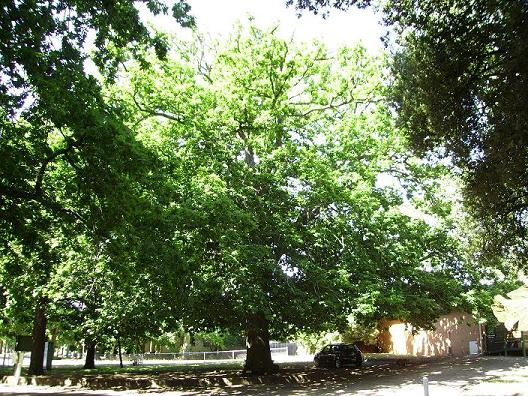
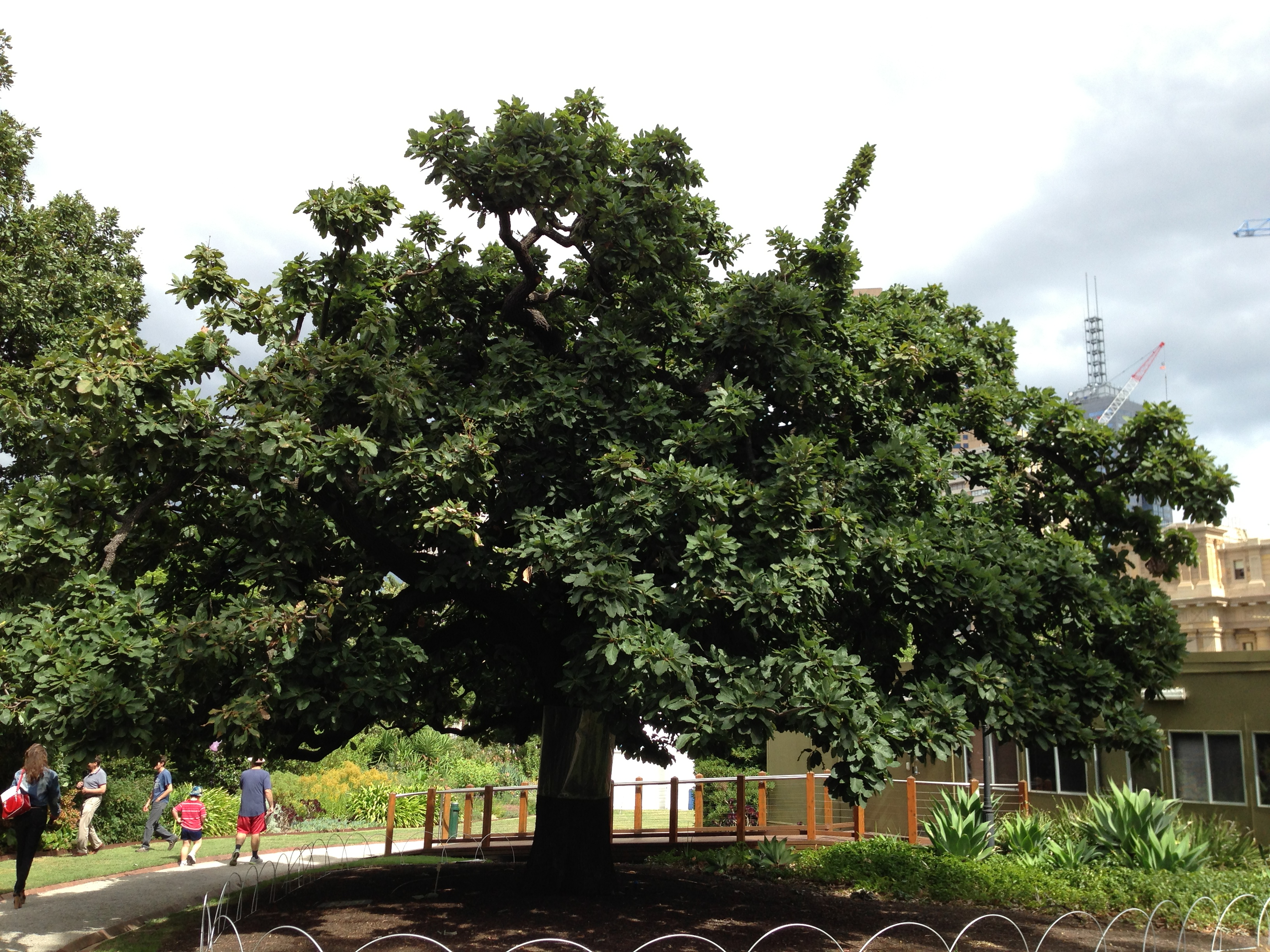